# Clidemia cordata
Clidemia cordata là một loài thực vật có hoa trong họ Mua. Loài này được Cogn. ex Britton mô tả khoa học đầu tiên năm 1890.